# Melarsoprol
Melarsoprol – wielofunkcyjny związek chemiczny zawierający arsen, stosowany w leczeniu trypanosomatozy afrykańskiej w 2. fazie choroby (z zajęciem ośrodkowego układu nerwowego). Nazwy handlowe leku to Mel B i Melarsen Oxide-BAL. Lek jest wysoce toksyczny i ma liczne działania niepożądane, takie jak encefalopatia, miejscowe podrażnienie skóry, podrażnienie przewodu pokarmowego, kardiomiopatia.

## Dawkowanie
Według starego wzorca dawkowania: 1. dnia dawka 1–2 mg/kg, 2. dnia 2–4 mg/kg, 3. i 4. dnia 3–6 mg/kg. Cykl powtarzany jest 2 albo 3 razy z 7–10-dniowymi okresami przerwy.
Według nowego wzorca dawkowania – przez 10 dni dawka 2 mg/kg.